# Dmitrij Martynov
Dmitrij Martynov, född den 21 november 1991, är en rysk tidigare barnskådespelare som slog igenom med filmen Night Watch 2004 där han spelade rollen som Jegor.

## Filmografi

### På film
- Nattens väktare - Nochnoi dozor (2004) som Jegor [1]
- Day Watch (2006) som Jegor

### På TV
- The Talisman of Love (2005)